# Fernando Gaibor
Fernando Vicente Gaibor Orellana (Montalvo, 8 de outubro de 1991) é um futebolista Equatoriano que atua como meio-campo. Atualmente está no Alianza Lima.